# Барон Лаут
Барон Лаут — наследственный титул в системе Пэрства Ирландии, созданный дважды в истории.

## История
Впервые титул барона Лаута был создан около 1458 года для сэра Томаса Бата (ум. 1478), позднее главного барона ирландского казначейства (1473—1478). Хотя у него был, по крайней мере, один сын Джон Бат из Арди, после его смерти в 1478 году титул барона Лаута прервался.
Вторично титул барона Лаута был создан 15 июня 1541 года для сэра Оливера Планкетта (ум. 1555). Его потомок, Мэттью Планкетт, 7-й барон Лаут (ум. 1689), служил лордом-лейтенантом графства Лаут. Тем не менее, позднее он поддержал короля-католика Якова II Стюарта и был объявлен вне закона. Его праправнук, Томас Оливер Планкетт, 11-й барон Лаут (1757—1823), получил прощение и был восстановлен в качестве законного барона Лаута. По состоянию на 2014 год носителем титула являлся его потомок, Джонатан Оливер Планкетт, 17-й барон Лаут (род. 1952), который наследовал своему отцу в 2013 году.
Из баронского рода происходил Святой Оливер Планкетт (1629—1681), католический архиепископ Армы, примас всей Ирландии. Кроме того, адмирал Питер Уоррен (1703—1752), по женской линии был правнуком 5-го барона Лаута.
Семейное гнездо — Лаут-холл в окрестностях Арди в графстве Лаут.

## Бароны Лаут, первое творение (ок. 1458)
- 1458—1478: Томас Бат, 1-й барон Лаут[англ.] (умер 1478)

## Бароны Лаут, второе творение (1541)
- 1541—1555: Оливер Планкетт, 1-й барон Лаут[англ.] (умер 1555), старший сын Ричарда Планкетта (ум. 1508), высшего шерифа Лаута
- 1555—1571: Томас Планкетт, 2-й барон Лаут (ум. 1 мая 1571), сын предыдущего
- 1571—1575: Патрик Планкетт, 3-й барон Лаут (ок. 1548 — 1 мая 1575), старший сын предыдущего
- 1575—1607: Оливер Планкетт, 4-й барон Лаут (умер 5 марта 1607), младший брат предыдущего
- 1607—1629: Мэтью Планкетт, 5-й барон Лаут (умер 1629), сын предыдудщего
- 1629—1679: Оливер Планкетт, 6-й барон Лаут (1608—1679), сын предыдущего
- 1679—1689: Мэтью Планкетт, 7-й барон Лаут (умер в сентябре 1689), сын предыдущего, лишен титула
- 1689—1707: Оливер Планкетт, де-юре 8-й барон Лаут (1668—1707), сын предыдущего
- 1707—1754: Мэтью Планкетт, де-юре 9-й барон Лаут (1698—1754), сын предыдущего
- 1754—1763: Оливер Планкетт, де-юре 10-й барон Лаут (2 апреля 1727 — 4 марта 1763), старший сын предыдущего
- 1763—1823: Томас Оливер Планкетт, 11-й барон Лаут (28 августа 1757 — 25 июня 1823), старший сын предыдущего, восстановлен в титуле
- 1823—1849: Томас Оливер Планкетт, 12-й барон Лаут (5 августа 1809 — 26 июня 1849), второй сын предыдущего
- 1849—1883: Рэндал Перси Отуэй Планкетт, 13-й барон Лаут (28 августа 1832 — 19 июня 1883), старший сын предыдущего
- 1883—1941: Рэндал Пилигрим Ральф Планкетт, 14-й барон Лаут (24 сентября 1868 — 28 октября 1941), единственный сын предыдущего
- 1941—1950: Отуэй Рэндал Перси Оливер Планкетт, 15-й барон Лаут (26 апреля 1892 — 3 февраля 1950), единственный сын предыдущего от первого брака
- 1950—2013: Отуэй Майкл Джеймс Оливер Планкетт, 16-й барон Лаут (19 августа 1929 — 6 января 2013), единственный сын предыдущего
- 2013 — настоящее время: Джонатан Оливер Планкетт, 17-й барон Лаут (род. 4 ноября 1952), старший сын предыдущего
  - Наследник титула: достопочтенный Мэтью Оливер Планкетт (род. 22 декабря 1982), единственный сын предыдущего.